# Komunitní zahrada

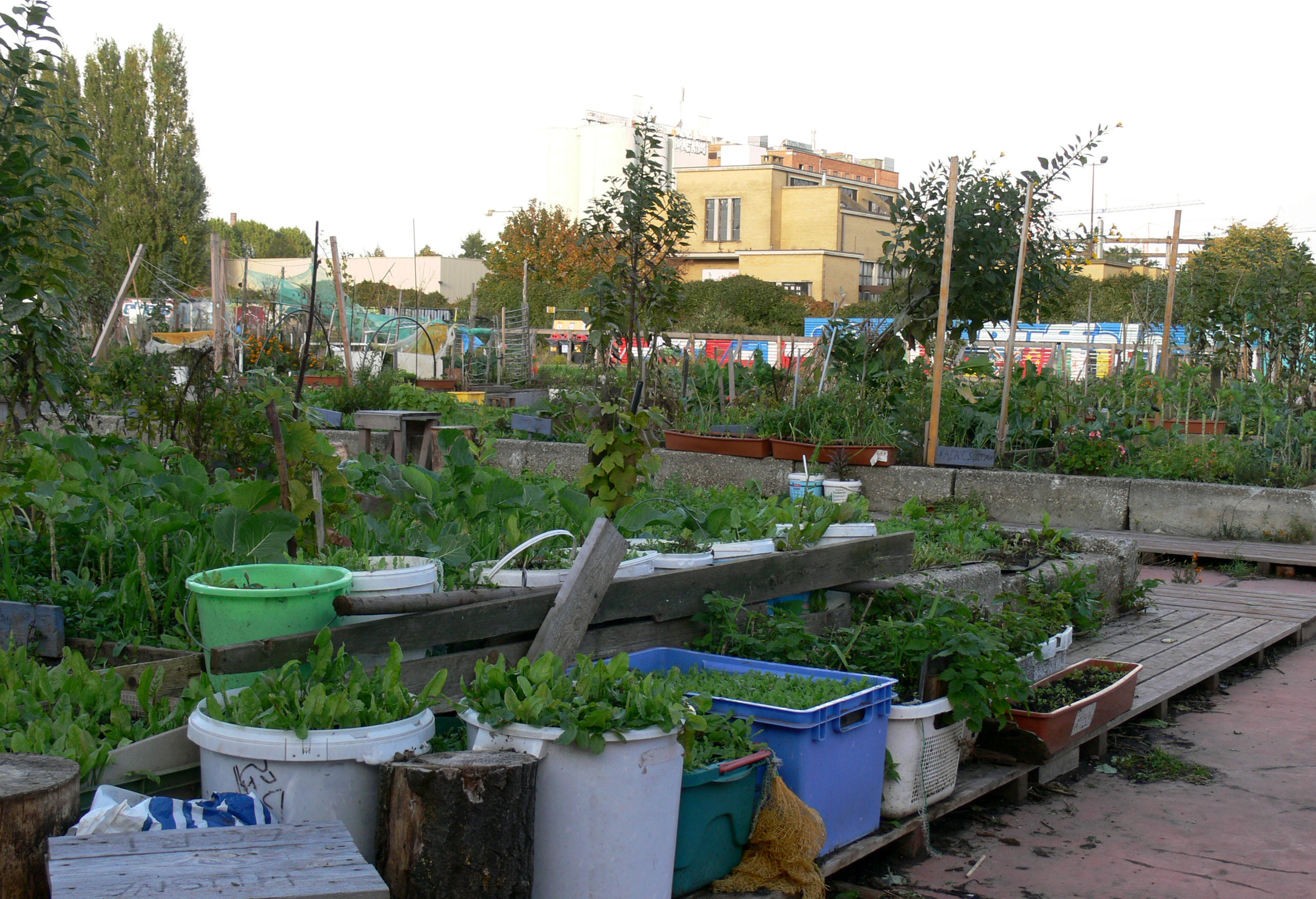
Komunitní zahrada v belgickém Gentu

Komunitní zahrada (také městská zahrada) se nachází obvykle ve velkých městech, bývá vytvářena na místě brownfieldů nebo nevyužívaných pozemků. Je provozována komunitně společenstvím lidí nejčastěji z nejbližšího okolí, kteří mají přístup do všech prostor zahrady a zároveň se aktivně podílejí na péči o tyto prostory. Do komunitní zahrady či do její části má obvykle přístup i veřejnost.

## Funkce komunitní zahrady
- Sociální - neformální místo setkávání, které slouží k sdružování lidí a dětí se stejným zájmem často definované městskou částí, kde se sdílejí zkušenosti nezávisle na vzdělání, věku, sociálním postavení.
- Vzdělávací – v rámci komunitních prostor komunitních zahrad se mohou konat vzdělávací přednášky a workshopy pro veřejnost zaměřené zejména na ekologii, botaniku, pěstování rostlin, hospodaření s vodou, zlepšování klimatu ve městě, případně na vytváření vlastních výrobků.
- Rekreační a odpočinková – slouží k odpočinku a relaxaci obyvatel městské části
- Ekologická
  - a) Jedná se o součást systému městské zeleně, jejíž důležitost v posledních letech roste kvůli přizpůsobování se klimatické změně. Rostliny pěstované v těchto zahradách zadržují a vypařují zachycenou vodu a napomáhají tím snižovaní účinku tepelného ostrova města a kompenzují výkyvy teplot ve městě. Zároveň se v komunitních zahradách často šetrně hospodaří i s dešťovou vodou.
  - b) Podpora městské biodiverzity - poskytuje příležitost k usídlení nejrůznějších drobných živočichů a rostlin
  - c) Environmentálně příznivé chování – využití a zpracování organického bioodpadu na kompostech a pěstování ovoce a zeleniny v místě spotřeby vede k energetickým a materiálním úsporám.
- Osvětová funkce ve vztahu k ochraně přírody, významu plodin a vytváření vztahu obyvatel ke krajině. Může vést i k snížení kriminality a vandalismu vzhledem k zušlechtění nehostinných míst.

## Komunitní zahrady v Česku
V České republice bylo k 17. červnu 2021 zaregistrováno 125 komunitních zahrad, ale jejich skutečný počet je vyšší vzhledem k tomu, že se jedná o neformální registraci. Fenoménem posledních let je zakládání komunitních zahrad i v menších městech jako je Blatná či Nový Jičín, nejvíce komunitních zahrad pak bylo vybudováno v Praze (55), Brně (6) a Liberci (4). Rozhodující je i podpora měst či městských částí. Některé samosprávy se snaží vytvářet příručky a metodiky k rozvoji komunitních zahrad; činí tak například Praha. K pražským zahradám patří například Komunitní a městská zahrada Vidimova, Komunitní zahrada Kuchyňka či Komunitní zahrada Řepy v městské části Praha-Řepy.